# Coelogyne eberhardtii
Coelogyne eberhardtii är en orkidéart som beskrevs av François Gagnepain.
Coelogyne eberhardtii ingår i släktet Coelogyne och familjen orkidéer. Artens utbredningsområde är Vietnam. Inga underarter finns listade i Catalogue of Life.